# لايلي سميث
لايلي سميث (بالإنجليزية: Lyle Smith)‏ هو مدرب كرة سلة أمريكي، ولد في 17 مارس 1916 في Steptoe, Washington ‏ في الولايات المتحدة، وتوفي في 25 يوليو 2017.